# لی چیانگ
لی چیانگ (چینی: 李强; پین‌یین: Lǐ Qiáng; متولد ۲۳ ژوئیه ۱۹۵۹) سیاستمدار چینی است که از ۱۱ مارس ۲۰۲۳ به عنوان هشتمین نخست‌وزیر چین فعالیت می‌کند او عضو رتبه دوم بیستمین کمیته دائمی پلیتبوروی حزب کمونیست چین است و همچنین عضو نوزدهمین دفتر سیاسی حزب کمونیست چین بود.
او پس از پیوستن به ح‌ک‌چ در سال ۱۹۸۳، برای اولین بار دبیر اتحادیه جوانان کمونیست رویان، ججیانگ شد. او بعداً در اداره امور مدنی استانی خدمت کرد، بعداً دبیر حزب یونگ کانگ، ونژو، دبیر امور حقوقی سیاسی ججیانگ و بعداً معاون دبیر حزبی استان شد. او در سال ۲۰۱۲ فرماندار ججیانگ شد، سپس دبیر حزب استان جیانگ سو شد و در نهایت به سمت دبیر حزب شانگهای منتقل شد.
لی که به همراه شی جین پینگ، دبیرکل فعلی ح‌ک‌چ در ژجیانگ خدمت کرده است، به عنوان متحد نزدیک شی تلقی می‌شود. به گفته ناظران، قرنطینه دوماهه در شانگهای در سال ۲۰۲۲ تصویر او را که به عنوان یک ستاره در حال ظهور در سیاست چین دیده می‌شود، تخریب کرده است. با این وجود، او بعداً در سال ۲۰۲۲ به کمیته دائمی دفتر سیاسی ارتقا یافت.